# Студія мальованих фільмів (Польща)
Студія мальованих фільмів (пол. Studio Filmów Rysunkowych) — мультиплікаційна студія в Бельсько-Бялій, Польща. Одна із перших у країні студій, які займаються виробництвом мультфільмів.
Найвідомішою роботою студії є мультсеріал «Болек і Льолек».

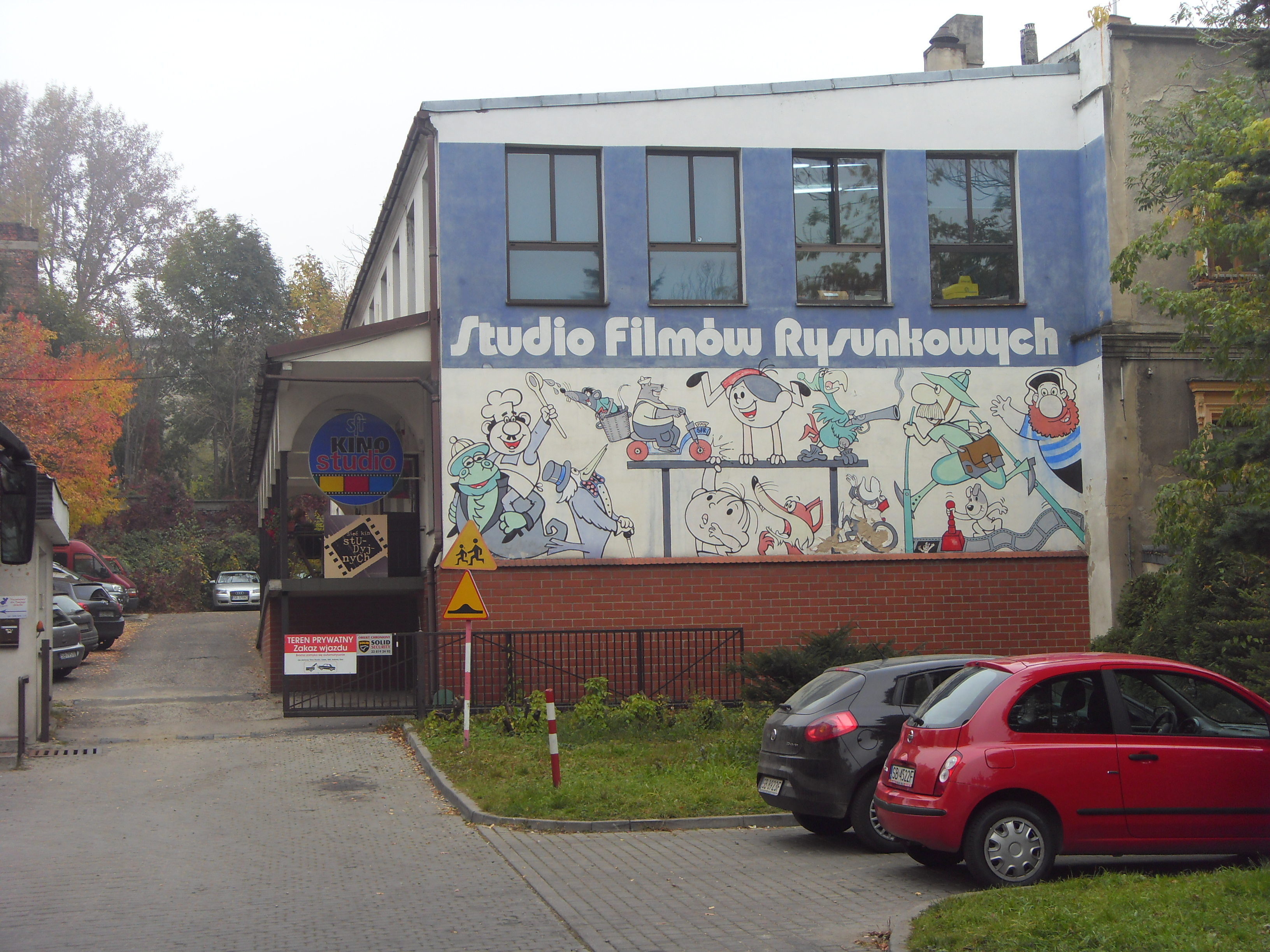
Штаб-квартира студії у Бельсько-Бялій до 2018 року
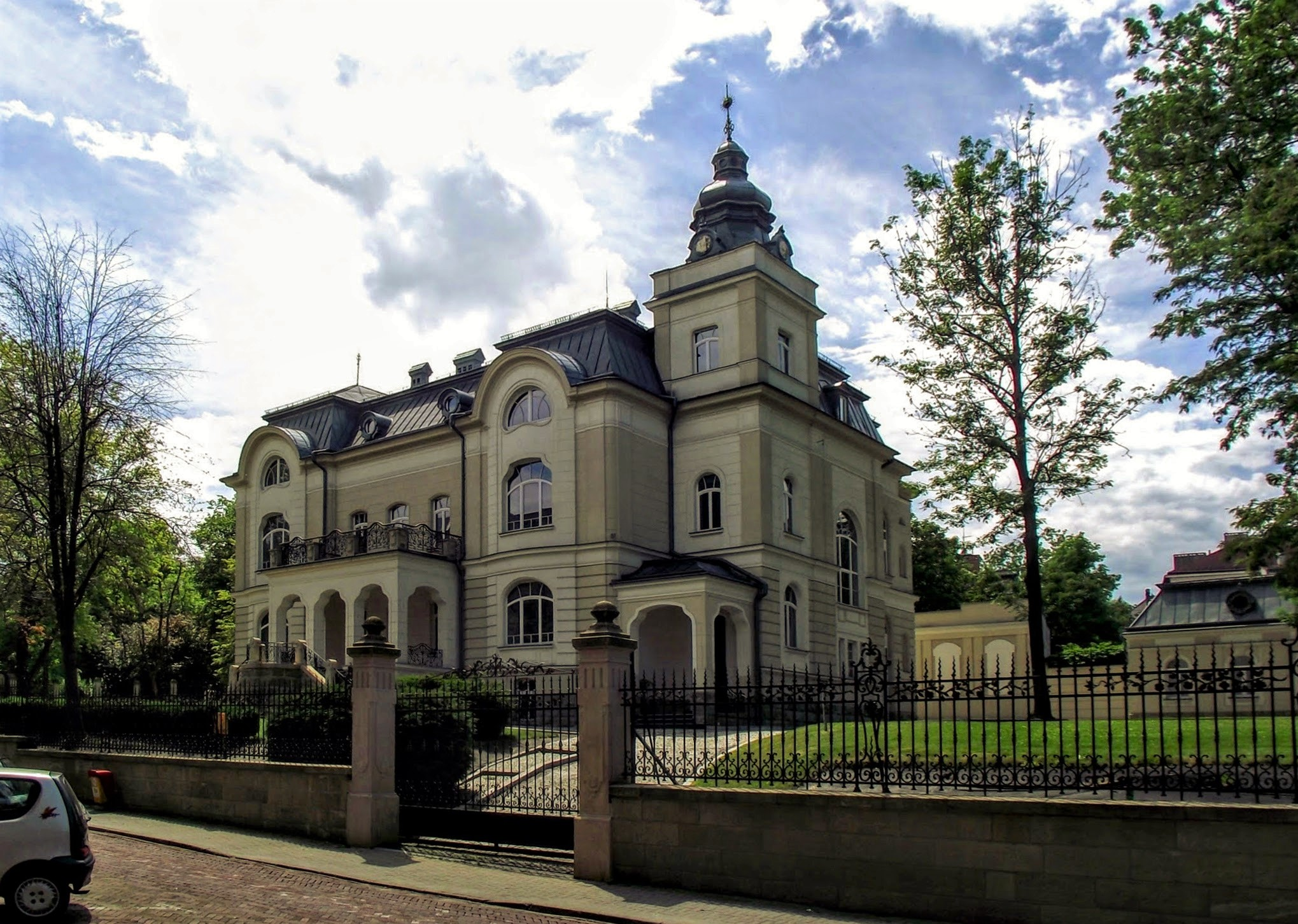
Колишня штаб-квартира студії
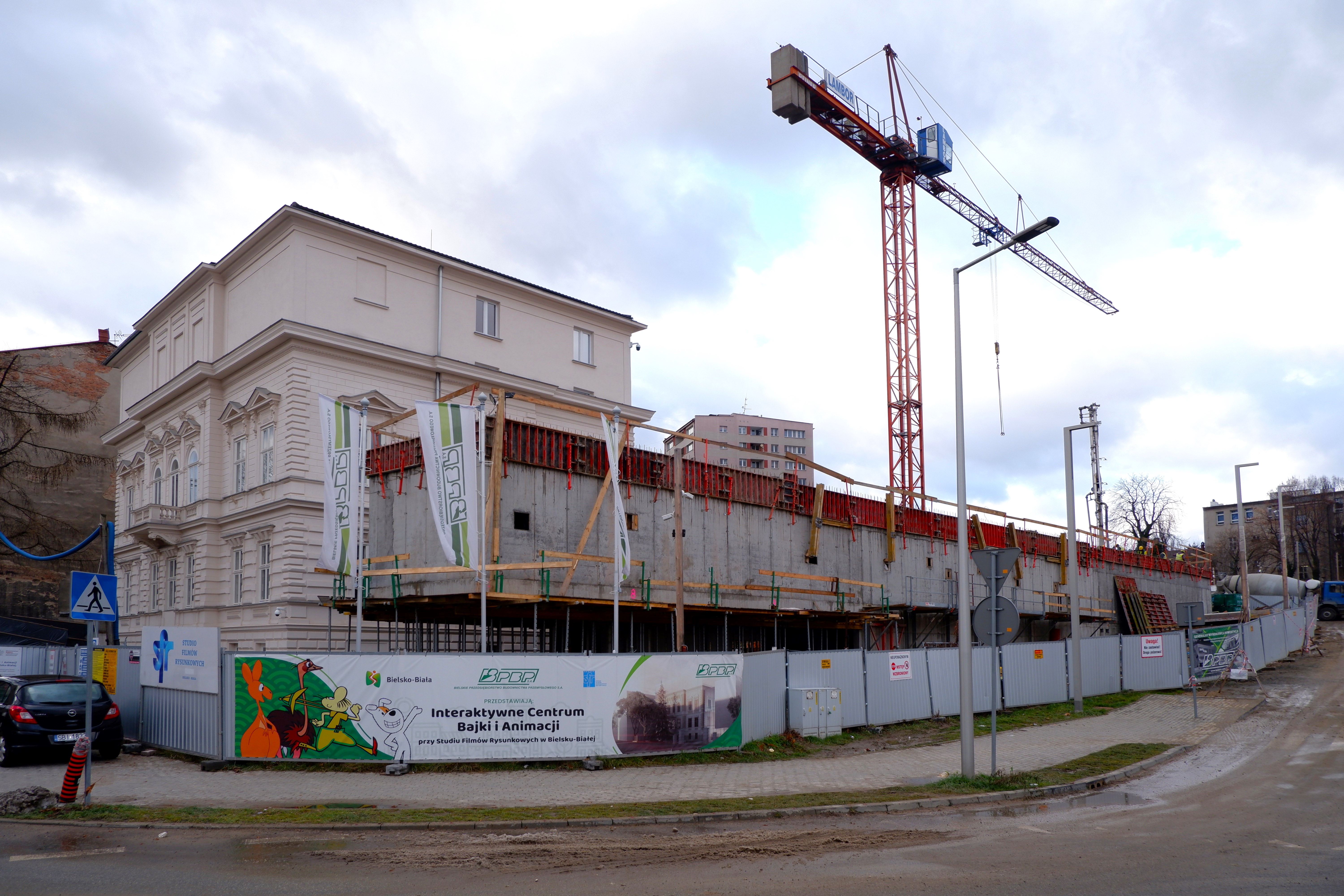
Будівництво Інтерактивного центру казки та анімації на території студії (2022)